# Jutrzenka Vallis
La Jutrzenka Vallis è una struttura geologica della superficie di Venere.